# George Norman (przyrodnik)
George Norman (1823–1882) – brytyjski przyrodnik.
Badał okrzemki i owady występujące w Yorkshire, szczególnie w okolicach Hull. Zebrane przez niego okazy przechowywano w Muzeum w Hull, ale uległy one zniszczeniu w trakcie II wojny światowej. Współpracował z Williamem Gregorym i Robertem Grevillem, którzy na podstawie zebranych przez niego okazów opisali nowy gatunek, honorując go w nazwie – Actinocyclus normanii. Opisane przez niego nowe gatunki zgodnie z zasadami nomenklatury botanicznej oznacza się skrótem G.Norman.